# Ottilie-Hoffmann-Häuser

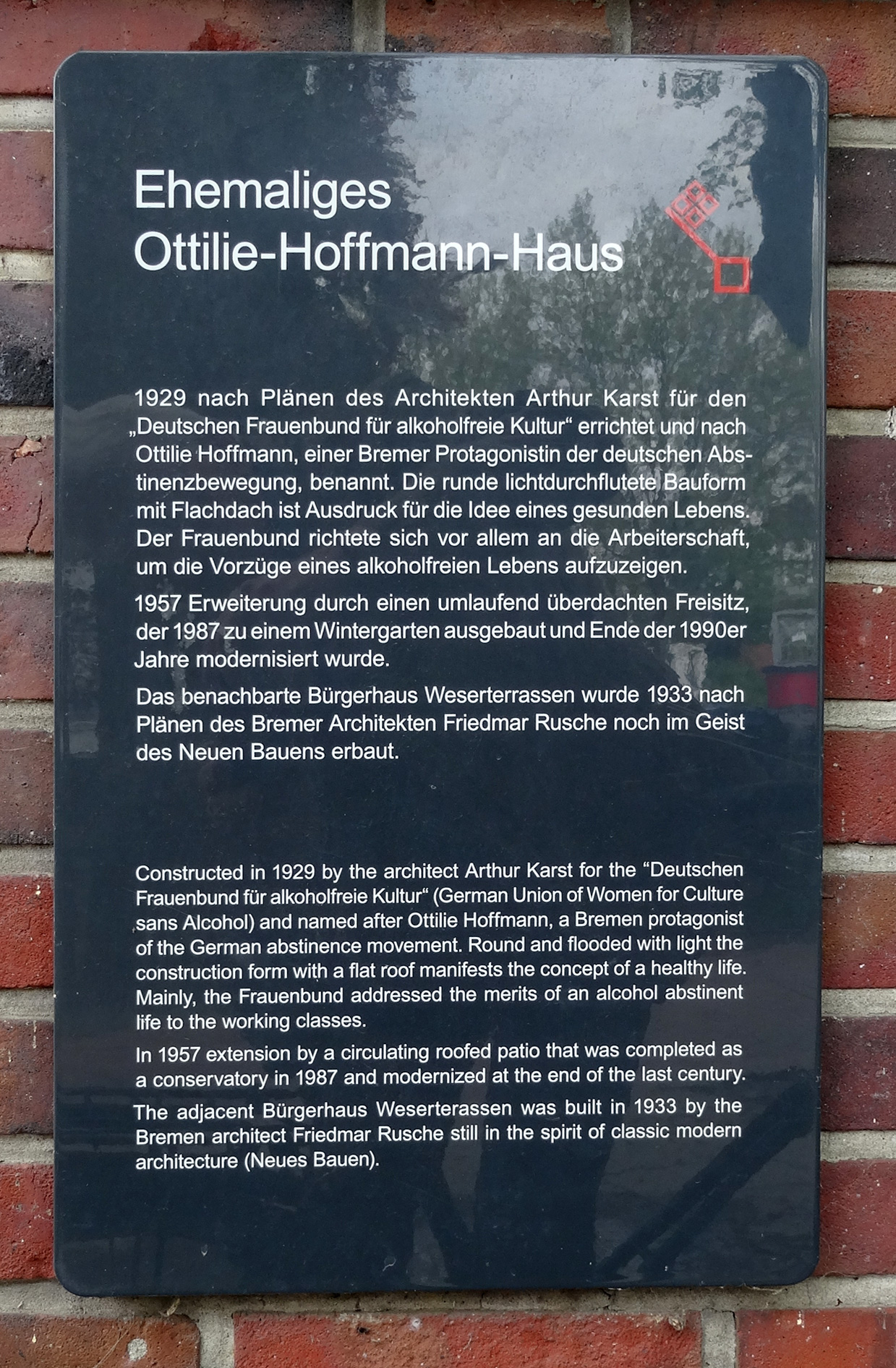
Infotafel Osterdeich 69a – Ehemaliges Ottilie-Hoffmann-Haus

Die Ottilie-Hoffmann-Häuser in Bremen und in anderen Städten (z. B. in Oldenburg) waren alkoholfreie Speisehäuser aus dem 20. Jahrhundert, die von Ottilie Hoffmann (1835–1925) eingerichtet wurden.

## Geschichte

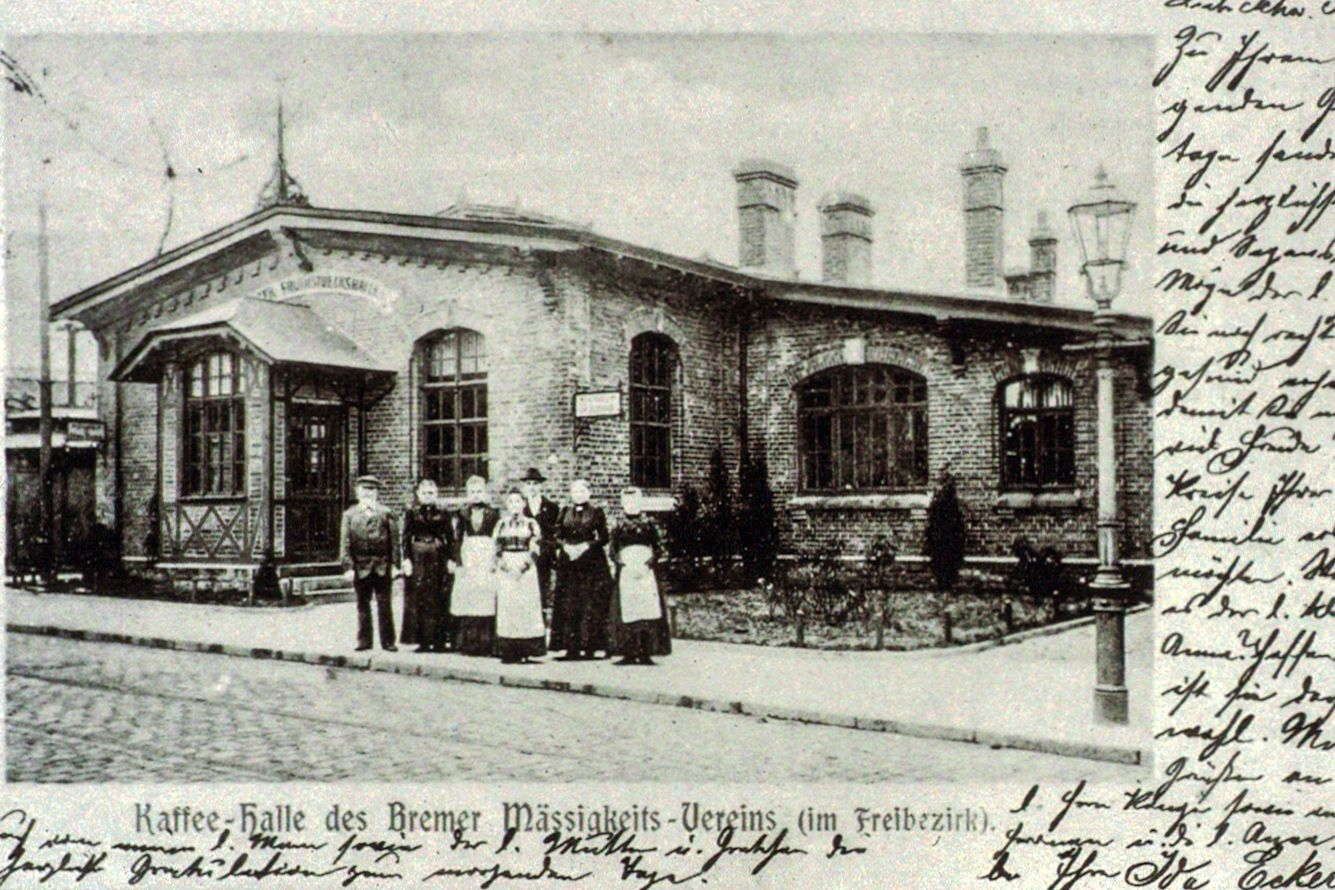
Postkarte Kaffee-Halle des Bremer Mässigkeits-Vereins (im Freibezirk)

Ottilie Hoffmann war eine deutsche Pädagogin und Sozialpolitikerin, die sich in der Abstinenzbewegung engagierte. Aufgrund ihrer Erlebnisse mit den verheerenden Auswirkungen des Alkoholismus gründete sie mit anderen Frauen 1891 den Bremer Mäßigkeitsverein. 1896 wurde sie in den Hauptvorstand des Deutschen Vereins gegen den Mißbrauch geistiger Getränke gewählt.
Zu den herausragenden Leistungen des von Hoffmann bis zu ihrem Tod 1925 geleiteten Deutschen Frauenbundes für alkoholfreie Kultur zählen die alkoholfreien Speisehäuser, die ab 1900 in Bremen und anderen Orten eingerichtet wurden. 1901 entstand im Freihafen Bremen die erste Kaffeehalle. Bis 1914 wurden neun Einrichtungen in Bremen als Volks-, Kaffee- bzw. Speisehäuser eröffnet: Kaffeehalle in der Arbeiterwartehalle im Freihafen, Findorffstraße 16, Hemelinger Holzstraße 2/4, Hohentorstraße 26, Lloydstraße 44, Milchhäuser I + II im Hafen, Neustadtscontrescarpe 4, Nordstraße 355, Sicherheitshafen im Hohentorshafen auf dem Dreieck, Vor dem Steintor 63. Die Küchen von Hoffmann gaben während des Ersten Weltkrieges neun Millionen Portionen warmes Essen aus.
Das bekannteste und einzige in Bremen heute noch mit seiner bemerkenswerten Bausubstanz bestehende Haus am Osterdeich 69a wurde 1929 als Milchhäuschen im Stil des Bauhauses nach Plänen des Bremer Architekten Arthur Karst fertiggestellt.
Der markante Rundbau mit seinen beiden zurückspringenden Obergeschossen und vorgelagerter Aussichtsterrasse am Weserufer wurde von 1929 bis 1945 und von 1949 bis etwa 1980 unter dem Namen Ottilie-Hoffmann-Haus als eines der beiden letzten alkoholfreien Speisehäuser in Bremen geführt. Seit etwa 1985 beherbergt das Gebäude ein Ausflugslokal.
Wenige Jahre später, 1933, entstand unmittelbar westlich daneben in horizontal gestreckten, kubischen Formen die von anderer Hand bewirtschaftete Gaststätte Weserterrassen, heute das gleichnamige Bürgerhaus. Die beiden verklinkerten Bauten bilden, vor allem vom Weserufer aus gesehen, ein harmonisches, fast als Einheit wirkendes Ensemble.
Im Zweiten Weltkrieg wurden die meisten oft hafennahen Häuser zerstört. Der Neustart begann ab 1949 und in den 1950er Jahren zuerst am Osterdeich 69a, das sechste Haus entstand 1949 in einer Baracke am Leibnizplatz in der Neustadt und das siebente Haus am Ostertorsteinweg um 1950.
Um 1955 gab es in Bremen neun solcher Häuser. 1966 bestanden folgende Häuser: Abbentorstraße im Stephaniviertel, Ahlmannstraße in Hemelingen (mit einem Hospiz), Bahnhofsplatz 12 von 1960 bis 1980 (2-gesch. Klinkerbau; Architektin Alexandra Tippel), im Berufsschulzentrum (BBZ) in der Altstadt, Osterdeich 69a von 1929 bis etwa 1980, Bauernstraße im Ostertor (im Johann-Schröder-Haus), Ostertorsteinweg 27 gegenüber dem Theater am Goetheplatz und im Überseehafen bei der Barkhausenkaje (Hansestraße / Barkhausenstraße, zwischen Schuppen 15 und 17, von um 1930 bis 1967).
Ottilie-Hoffmann-Häuser als Abstinenzler-Lokale waren sehr preiswert, verloren aber zunehmend ihre Attraktivität. 1980 waren es nur noch zwei Häuser (Bahnhofsplatz, Osterdeich), und das Haus Bahnhofsplatz vor dem Überseemuseum wurde 1980 geschlossen. Das Gebäude an der Weser, in dem sich heute ein Gastronomiebetrieb befindet, wurde 1929 im Auftrage des Deutschen Frauenbundes für alkoholfreie Kultur erbaut und bis 1983 als ein Abstinenzler-Lokal geführt. Der Deutsche Frauenbund für alkoholfreie Kultur führte nach dem Krieg die Lokale.